# Rosemead
Rosemead város az USA Kalifornia államában, Los Angeles megyében. Lakosainak száma 51 185 fő (2020. április 1.).

## Népesség
A település népességének változása:
| Lakosok száma | 15 476 | 53 764 | 51 185 |
|               | 1960   | 2010   | 2020   |